# Keltonia robusta
Keltonia robusta är en insektsart som beskrevs av Henry 1991. Keltonia robusta ingår i släktet Keltonia och familjen ängsskinnbaggar. Inga underarter finns listade i Catalogue of Life.